# Обсерватория Сайдинг-Спринг
Обсерватория Сайдинг-Спринг — астрономическая обсерватория, основанная в 1965 году около Кунабарабрана, Австралия, часть Исследовательской школы астрономии и астрофизики при Австралийском национальном университете (АНУ). На территории обсерватории установлено 12 телескопов: Англо-Австралийский, телескопы АНУ, Университета Нового Южного Уэльса и других учреждений. Обсерватория расположена на высоте 1165 метров над уровнем моря в Национальном парке Warrumbungle на горе Woorat, также известной, как гора Сайдинг-Спринг. Обсерватория была несколько раз внесена в список кодов обсерваторий Центра Малых Планет под номерами: 260 (Цифровой обзор неба), 413 (основной код обсерватории), E10 (Южный телескоп Фолкеса) и E12 (Обзор Сайдинг-Спринг — поиск околоземных объектов).

## История обсерватории
В 1924 году федеральным правительством была создана обсерватория Маунт Стромло. Изначально обсерватория специализировалась на исследовании Солнца. В конце 1940-х годов основной акцент был смещен на звездную астрономию. С 1953 по 1974 года 74-дюймовый (1.9 метра) телескоп был крупнейшим оптическим телескопом в Австралии.
Уже в 1950-х годах городская засветка от Канберры настолько стала сильна, что это стало заметно на горе Стромло. Тогда в 1962 году АНУ было выбрано новое место для обсерватории на горе Сайдинг-Спринг. К середине 1960-х годов на горе Сайдинг-Спринг АНУ установил 3 телескопа и создал инфраструктуру: дорогу, жилые помещения, провёл электроэнергию и воду. В 1984 году премьер-министр Боб Хоук открыл крупнейший телескоп АНУ с низкой стоимостью и инновационным зеркалом диаметром 2.3 метра, который находится в простом помещении с кубическим куполом, что вращается вслед за движением трубы телескопа.
С 1950 года, совершенно независимо от развития обсерватории АНУ, австралийское и британское правительства вели переговоры о строительстве большого телескопа. Когда эти переговоры, наконец, дали свои плоды в 1969 году, то на месте будущего 4-метрового англо-австралийского телескопа (ААТ) уже была хорошо развитая инфраструктура обсерватории Сайдинг-Спринг, что значительно облегчило постройку телескопа.
Во время строительства ААТ в начале 1970-х годов Британский Совет Научно-Технических исследований построил ещё UK Телескоп Шмидта, в 1 км северо-восточнее от купола ААТ. Телескоп Шмидта обладает широким полем зрения (36 квадратных градусов) по сравнению с ААТ, что позволяет проводить обзорные программы. Интересные объекты, которые обнаруживают на телескопе Шмидта, затем подробно исследуют на более крупных инструментах. В 1987 году телескоп Шмидта был объединен с АТТ в одну структуру.
На территории обсерватории Сайдинг-Спринг также установлены телескопы Южной Кореи, Дистанционные телескопы (Las Cumbres Observatory) и телескопы Университета Нового Южного Уэльса. В 1990 году станция Гринвичской обсерватории для слежения за искусственными спутниками Земли была закрыта после 10 лет работы.

## Руководители обсерватории
Директором Исследовательской школы Астрономии и Астрофизики (ИШАА) является профессор Harvey Butcher. Обсерватория находится в подчинении у ИШАА.

## Инструменты обсерватории
- Англо-австралийский телескоп (D=3.9 м, F=12.7 м, принадлежит Англо-Австралийской Обсерватории (ААО))[2]
- UK Телескоп Шмидта[англ.] (D=1.24 м, F=? м, принадлежит ААО, код обсерватории 260)[3]
- Южный телескоп Фолкеса[англ.] (D=2 м, F=? м, код обсерватории E10)
- Телескоп СкайМеппер (D=1.3 м, F=6.2 м, принадлежит АНУ)
- Телескоп Передовых технологий[англ.] (D=2.3 м, F=4.7 м, принадлежит АНУ)[4]
- Южный телескоп Шмидта Уппсала[англ.] (D=0.52/0.66 м, F=1.75 м, работает по программе поиска околоземных астероидов, код обсерватории E12). Был установлен для Южного филиала Уппсальской обсерватории (в 1980 году перевезён из Обсерватории Маунт-Стромло)[5]
- Автоматический патрульный телескоп[англ.] (D=0.5 м, F= 0.5 м, принадлежит Университету Нового Южного Уэльса)[6]
- ROTSE IIIa, Эксперимент Автоматического Поиска Транзиентов (D=0.45 м, F= 0.85 м, принадлежит Университету Нового Южного Уэльса)
- Южно-Корейский телескоп NEOPAT-YSTAR (D= 0.5 м, F= 1 м, широкоугольный телескоп, принадлежит Корейской Южной Обсерватории (Yonsei University Observatory), установлен в декабре 2004 года, первый свет в декабре 2005 года)[7][8][9]
- 40-дюймовый телескоп (оптическая система Ричи — Кретьена, D=1 м, F= 8.1 и 18.3 м, принадлежит АНУ — списан)
- 24-дюймовый телескоп (принадлежит АНУ — списан)
- 16-дюймовый телескоп (принадлежит АНУ — списан)
- Проект по поиску экзопланет «HAT-South Project» (4 телескопа 18-см Такахаси с ПЗС-камерами Apogee 4Kx4K, общая площадь обзора 128 кв. градусов)[10]

## Направления исследований[11]
- Обзорные съёмки южного полушария
- Обзорно-поисковые наблюдения с целью обнаружения околоземных объектов
- Обзорно-поисковые наблюдения с целью обнаружения экзопланет
- Определение космологических параметров
- Моделирование формирования галактик и наблюдение наиболее ранних этапов развития Вселенной (с большим z)
- Проектирование и создание на основе передовых технологий инструментов и приборов для них
- Изучение потоков газов вокруг чёрных дыр
- Поиски старейших звезд в Млечном Пути

## Основные достижения
- Южную часть Цифрового Обзора Неба (северная часть снималась в Паломарской обсерватории) снимали в Сайдинг-Спринг на 1.2-метровом телескопе Шмидта (они же каталоги USNO-A1.0 и GSC)
- Южную часть каталога скоплений галактик Эйбелла снимали на 1.2-метровом телескопе Шмидта в 1970-х годах.
- В ходе работы Сайдинг-Спринг Обзора было открыто 67 комет, 54 из которых на счету Роберта Макнота — это рекорд на данный момент[12].
- Обсерватория Сайдинг-Спринг, входя в кооперацию обзора Каталина, уверенно занимает лидирующее место среди всех обсерваторий мира по числу ежегодно открываемых околоземных астероидов. В 2009 году их число составило 577 штук[13].
- Открытие экзопланеты Волка TR-3 в 2007 году.
- Определение самого короткого периода вращения среди астероидов: 2008 HJ[англ.] — всего 42.7 секунды с помощью Южного Телескопа Фолкеса.
- На Англо-Австралийском телескопе был проведен обзор «The 2dF Galaxy Redshift Survey» с целью построить в избранных направлениях на небесной сфере подробную 3D-карту распределения галактик во Вселенной. Что выявило глобальную ячеистую структуру Вселенной[14].

## Известные сотрудники
- Роберт Макнот
- Гордон Гаррэдд
- Роберт Эванс[англ.] — работал на 1-м телескопе в 1995—1997 годах
- Шелте Бас
- Shaun M. Hughes[англ.]
- Duncan Waldron[англ.]
- Penny Sackett[англ.]

## Интересные факты
- Самая яркая комета за последние 40 лет — Большая комета 2007 года — была открыта в обсерватории Сайдинг-Спринг Робертом Макнотом.
- В честь обсерватории назван астероид (2343) Сайдинг-Спринг, который был открыт 25 июня 1979 года в обсерватории Сайдинг-Спринг.